# Otto-Ditscher-Kunstpreis
Der Otto-Ditscher-Preis für Buchillustration, kurz Otto-Ditscher-Preis, ist ein deutscher Kunst-Wettbewerbspreis. Er wird seit 1978 alle zwei Jahre vom Rhein-Pfalz-Kreis verliehen und ist nach dem Maler Otto Ditscher benannt. Der Hauptpreis ist zurzeit (2013) mit 7500 € dotiert. Der Förderpreis für Künstler unter 40 Jahren mit 1500 €.

## Hintergrund
In den ersten Jahren wurde der Otto-Ditscher-Preis abwechselnd für Malerei, Grafik und Kleinplastik ausgeschrieben. Heute ist er im Wechsel mit der Prämierung musikalischer Kompositionen für Nachwuchs-Ensembles einer der wenigen deutschen Kunstpreise für Buchillustration.

## Hauptpreisträger
- 1978 Werner Holz, Frankenthal
- 1995 Rüdiger Blömer, Stolberg
- 1999 Ulrich Hachulla, Leipzig

...
- 2003 Buch-Illustration: Susanne Theumer, Höhnstedt/Saalkreis (Hauptpreis): Radierungen zur Erzählung Lenz von Georg Büchner;  Claudia Berg, Halle/Saale (Förderpreis): Radierungen zu Stefan Georges „Nach der Lese“
- 2006 Musikalische Komposition: Manfred Klinkebiel, Oldenburg (Hauptpreis); Birgit Hatzfeld, Heidelberg (2. Preis)
- 2009 Buchillustration: Claudia Berg, Halle/Saale (Hauptpreis): Radierungen zu Jesus vor Pilatus; Marc Friese, Schmelz/Saarland (Förderpreis): Bildmontagen zu einer Erzählung von W.G. Sebald
- 2011 Edward Ferdinand, Achthuizen (Die Niederlande) 2. Preis: Alexandre Fracalanza Travassos (Brazil)